# Deutsche Bundespost

Bundesposts logotyp.

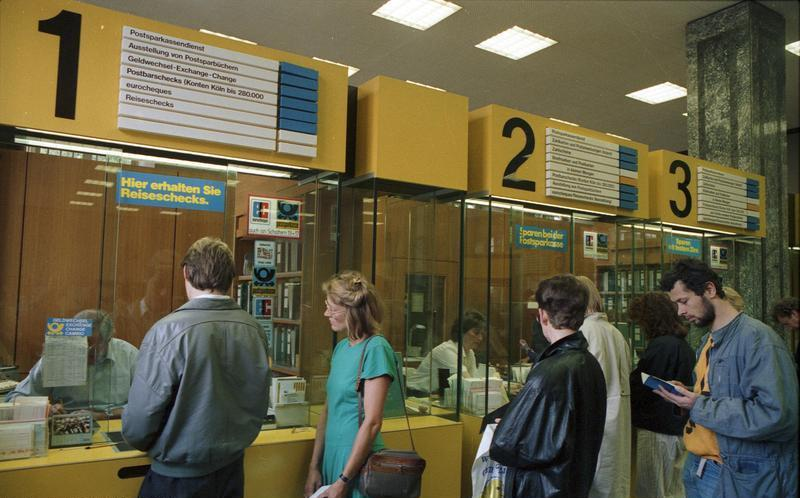
Huvudpostkontoret i Bonn 1988.

Deutsche Bundespost var en statlig myndighet som ansvarade för post och telefoni i Förbundsrepubliken Tyskland mellan 1947 och 1995. Bundespost bildades 1947 som en efterföljare till Deutsche Reichspost. Mellan 1947 och 1950 kallade man sig Deutsche Post. Bundespost var Västtysklands största arbetsgivare och 1985 hade de 543 200 anställda.
Bundepost var organiserat på tre olika nivåer: överst låg ministeriet för post och telekommunikation. På mellannivå låg myndigheter som Posttechnisches Zentralamt och Fernmeldetechnisches Zentralamt i Darmstadt, Sozialamt der Deutschen Bundespost i Stuttgart och  Postsparkassenämter i Hamburg och München, och på lägsta nivå de olika kontoren för post, postgiro och telefoni.
Bundespost styrdes av en särskild postlag (Postverwaltungsgesetz). Ett av målen i förvaltningspolitiken var att affärsdrivande myndigheter som Bundespost skulle ta ut avgifter för sin verksamhet. Detta skedde bland annat genom att ge ut frimärken.
Genom en reform delades Bundespost 1989 upp i tre olika organisationer: Deutsche Bundespost Postdienst, Deutsche Bundespost Telekom och Deutsche Bundespost Postbank. 1995 gjordes dessa organisationer om till bolag: Deutsche Post, Deutsche Telekom och Postbank. Deutsche Post privatiserades år 2000. Deutsche Telekom är också nästan helt privatägd. Postbank ägs sedan 1999 av Deutsche Post.